# Joël Jeannot
Pour les articles homonymes, voir Jeannot.
Joël Jeannot, né le 23 septembre 1965 à Saint-Joseph en Martinique, est un athlète et cycliste handisport français.

## Biographie
Victime d'un accident de travail à l'âge de 25 ans (une benne tombe d'un camion, lui brise le dos, touche sa moelle épinière et paralyse ses jambes), Joël Jeannot décide de rejoindre la métropole pour un long travail de rééducation. Il se met également au sport, le basket pour commencer, puis l'athlétisme.
Grâce à son moral, il obtient rapidement des résultats positifs, intégrant l'équipe de France. Il participe ainsi aux Jeux paralympiques d'été 1996. Il gagne le marathon de Paris en 1999 et en 2000, puis remporte une médaille d'or au relais 4 × 400 m lors des Jeux paralympiques d'été 2000. Il continue à avoir de nombreux résultats. L'année 2003 est pour lui prolifique : aux 4 médailles d'or aux Championnats d'Europe à Assen, il ajoute la médaille d'or du 1 500 m, une des six épreuves handisport lors des Championnats du monde d'athlétisme 2003 à Paris Saint-Denis. Puis il remporte la médaille d'or sur le 1 500 m de démonstration des Jeux olympiques d'été de 2004 avant de remporter le 10 000 m des Jeux paralympiques d'été 2004. deux semaines plus tard, ainsi qu'une médaille d'argent au relais 4 × 400 m.
Il prend sa retraite d'athlète fin 2004, mais son repos est de courte durée et il se lance alors en 2007 dans le Cyclisme handisport, avec le même succès qu'en athlétisme. Licencié à l'Entente cycliste Trélissac Coulounieix-Chamiers (ECTCC), il vit et s'entraîne actuellement sur l'agglomération périgourdine. Il est médaillé de bronze en course en ligne aux Jeux paralympiques de 2012 et 2016.

## Palmarès en athlétisme

### Aux Jeux paralympiques
- Jeux paralympiques d'été 2000
  - médaille d'or au relais 4 × 400 m

- Jeux paralympiques d'été de 2004
  - médaille d'or sur 10 000 m en 2004
  - médaille d'argent au relais 4 × 400 m

### Aux championnats du monde
- médaille d'or au relais 4 × 400 m en 1998 à Birmingham
- médaille d'argent sur 5 000 m en 1998 à Birmingham
- médaille d'argent sur relais 4 × 400 m en 2002 à Villeneuve-d'Ascq
- médaille de bronze sur marathon en 2002 à Villeneuve-d'Ascq
- médaille d'or sur 1 500 m en 2003 à Paris Saint-Denis

### Aux championnats d'Europe
- médaille de bronze sur 800 m en 2001 à Nottwil
- médaille d'or sur marathon en 2003 à Assen
- médaille d'or sur 800 m en 2003 à Assen
- médaille d'or sur 1 500 m en 2003 à Assen
- médaille d'or sur 5 000 m en 2003 à Assen

### Autres compétitions
- Vainqueur du marathon de Paris en 1999, 2000, 2001, 2002 et 2003

## Palmarès en cyclisme handisport (handbike)

### Aux Jeux paralympiques
- Jeux paralympiques d'été de 2012
  - médaille de bronze en course en ligne [3],[4]
- Jeux paralympiques d'été de 2016
  - médaille de bronze en course en ligne, catégorie H4 (60 km)

### Aux Championnats du monde de paracyclisme sur route
- Champion du monde 2010 - Handbike Contre la Montre (22,8 km) en 41 min 00 s 26 à Baie-Comeau
- Vice-champion du monde 2010 - Handbike Course en Ligne (45,6 km) en 1 h 26 min 43 s à Baie-Comeau
- Champion du monde 2011 - Handbike Contre la Montre (15,2 km) en 23 min 14 s 51 à Roskilde
- Champion du monde 2011 - Handbike Course en Ligne (61,5 km) en 1 h 41 min 09 s à Roskilde

| Épreuve / Édition         | Course sur route | Contre la montre (route) |
| ------------------------- | ---------------- | ------------------------ |
| Mondiaux 2010 Baie-Comeau | Argent           | Or                       |
| Mondiaux 2011 Roskilde    | Or               | Or                       |
| Mondiaux 2013 Baie-Comeau | Bronze           | 4e                       |
| Mondiaux 2014 Greenville  | Or               | Argent'                  |
| Mondiaux 2015 Nottwil     | -                | -                        |

Légende :

 : première place, médaille d'or

 : deuxième place, médaille d'argent

 : troisième place, médaille de bronze

— : Joël Jeannot n'a pas participé à cette épreuve

### Aux championnats de France
Aux Championnats de France de paracyclisme en 2014, Joël Jeannot signe une très remarquable performance en remportant pour la 7e année consécutive le double titre de Champion de France en course en ligne et en contre la montre dans sa catégorie.
- Champion de France 2008 - Course en ligne aux Essarts (Vendée)
- Champion de France 2008 - Contre-la-montre aux Essarts (Vendée)
- Champion de France 2009 - Course en ligne à Montenay
- Champion de France 2009 - Contre-la-montre en 19 min 06 s 04 à Montenay
- Champion de France 2010 - Course en ligne à Saint-Fraigne
- Champion de France 2010 - Contre-la-montre à Saint-Fraigne
- Champion de France 2011 - Contre-la-montre (14,48 km) en 22 min 36 s à Fontenay-le-Comte
- Champion de France 2011 - Course en ligne (50,4 km) en 1 h 37 min 39 s 91 à Fontenay-le-Comte
- Champion de France 2012 - Contre-la-montre (15 km) en 17 s 43 à Bayeux
- Champion de France 2012 - Course en ligne à Bayeux
- Champion de France 2013 - Contre-la-montre le 23 juin à Nancray
- Champion de France 2013 - Course en ligne le 22 juin à Nancray
- Champion de France 2014 - Contre-la-montre le 15 juin à Bourg-en-Bresse
- Champion de France 2014 - Course en ligne le 14 juin à Bourg-en-Bresse